# Rock Lee
 (juin 2024).
Pour les articles homonymes, voir Lee.
Rock Lee (ロック・リー, Rokku Rī) est un personnage du manga Naruto, ainsi que le personnage principal du spin-off Rock Lee : Les Péripéties d'un ninja en herbe (ロック・リー・の青春フルパワー忍伝, litt. La légende ninja de la toute-puissance de la jeunesse de Rock Lee) dessiné par Kenji Taira.
C'est un ninja de Konoha, de l'équipe de Gaï Maito, avec Tenten et Neji Hyûga, son rival qu'il cherche à tout prix à surpasser en lui prouvant que les efforts sont toujours récompensés même face aux dons ninjas héréditaires. Lee se surnomme lui-même « Resplendissant Fauve de Jade de Konoha » (木ノ葉の美しき碧い野獣, Konoha no Utsukushiki Aoi Yajû), à l’instar de Gaï Maito qui se présente comme l’« Ombrageuse Panthère de Jade de Konoha » (木ノ葉の気高き碧い猛獣, Konoha no Kedakaki Aoi Môjû).
Le personnage de Rock Lee, tout comme son nom, est inspiré de Bruce Lee.

## Création et conception
Dans une interview du Weekly Shōnen Jump, Masashi Kishimoto déclare que Lee est le personnage qu’il a le plus de plaisir à dessiner. Lorsqu’il en était à la phase de conception du personnage, il pensait lui faire utiliser un certain nombre d’armes, comme un nunchaku ; cependant, du fait des contraintes de temps lors de la création de la série, il a abandonné l’idée. Selon l’auteur, Lee a été créé à la base pour symboliser la faiblesse humaine.

## Profil

### Apparence
Lee a adopté le style vestimentaire et capillaire de son sensei Gaï Maito ; il a la même coupe de cheveux au bol et il porte la même tenue verte. Lorsqu’il était enfant, il portait une tresse et une chemise vert clair ; à la suite de son entrée à l’académie, il change d’apparence, la tresse coupée et les cheveux hirsutes à l’arrière ; vêtu d'un kimono blanc aux manches courtes avec un pantalon marron, il porte son bandeau protecteur sur le front.
Les sourcils de Lee sont sur-développés par rapport à ceux des autres personnages du manga, ce qui fait que Naruto l'appelle souvent « Gros Sourcils » (ゲジマユ, Gejimayu). Malgré cette ressemblance avec Gaï Maito, il a un visage assez différent de celui de son sensei, avec des yeux parfaitement circulaires, un nez nettement plus petit, une mâchoire plus pointue et un menton moins proéminent.
Lee enveloppe ses mains de bandelettes, dont il se sert pour entraver son adversaire lors de l’exécution de la technique de la « Fleur de lotus ».

### Histoire

#### Enfance
Le rêve du jeune Lee est de devenir un ninja ; il ne parvient cependant pas à malaxer son chakra pour utiliser ne serait-ce que les techniques de base. Face aux moqueries de ses camarades, et aux critiques de ses professeurs, Rock Lee se sent profondément rejeté, et en souffre.
Alors qu'il s'entraîne vainement au ninjutsu et se décourage, Gaï Maito, un jōnin de Konoha spécialiste du taijutsu (combat au corps à corps), lui explique que l'entraînement est la clé de la réussite, et l'encourage à poursuivre ses efforts. Le taijutsu utilisant le chakra sans le malaxer, il s’adapte parfaitement au cas de Lee. Gaï va très vite apprécier ce ninja travailleur, déterminé et enthousiaste qui ressemble beaucoup à ce qu'il était dans son enfance, Gaï étant lui aussi un « bon à rien » complexé par la puissance de son rival Kakashi, mais qui a su devenir très fort grâce à son père Daï, lui aussi un ninja très faible mais avec énormément de volonté. La voie du taijutsu va permettre à Lee de réussir l'examen de l'académie sans malaxer son chakra, cas unique.
Une fois genin, Lee devient le disciple de Gaï Maito, aux côtés de Neji Hyuga et Tenten. Désormais, son nindo (sa voie de ninja) est de montrer à tous que même sans utiliser le ninjutsu ou le genjutsu, il deviendra un grand ninja. « Cela représente tout à mes yeux » dit-il à son sensei. Face aux moqueries des autres, qui estiment qu'il restera éternellement un ninja inférieur (à commencer par son camarade Neji), Gaï Maito va croire en lui et l'encourager en lui affirmant que seule la volonté compte, et qu'avec beaucoup d'entrainement, il deviendra un grand ninja.
Parce que son nindo est de faire de Rock Lee un grand ninja, Gaï Maito apprend à Rock Lee toutes ses techniques. Finalement, Rock Lee se révèle très doué en taijutsu, et apprend les techniques de Gaï avec plus de facilité que prévu. Pour augmenter sa rapidité, essentielle en taijutsu, Gai fait porter des poids extrêmement lourds à son élève. Mais surtout, il va lui apprendre l'art du kinjutsu de corps à corps. C'est-à-dire des techniques interdites, dangereuses pour le corps, mais d'une efficacité redoutable. La première d'entre elles est la technique du lotus. La seconde est la technique d'ouverture des portes. Bien qu'il enseigne ce kinjutsu à ses trois élèves, seul Lee parvient à les maîtriser.
En apprenant que Lee peut ouvrir les cinq premières portes, Kakashi considère que le jeune homme ne doit pas son niveau à son seul travail intensif, mais qu’il est aussi un génie.
Finalement, le triomphe de sa volonté et de son entraînement lui apporte le respect de Neji, même si Lee le considère toujours comme supérieur à lui (il le présente comme le genin le plus fort du village). Cela se vérifie quand il demande son avis à Lee sur le mystérieux coup que Dosu Kinuta a asséné à Kabuto sans même le toucher lorsque les trois ninjas d'Oto ont attaqué Kabuto avant la première épreuve de l'examen chûnin. Mais également, lors de la seconde épreuve, alors que Lee est inconscient, vaincu par les ninjas d'Oto, Neji leur dit que Lee est son équipier et qu'il n’« apprécie pas tellement ce [qu'ils lui ont] fait » et s'étonne de la défaite de Lee. Par ailleurs, lors de sa première apparition dans le manga, Rock Lee défie Sasuke Uchiwa et le domine en duel. Désormais, il n'est plus le raté qui ne maîtrise ni le ninjutsu, ni le genjutsu, mais un solide combattant de taijutsu.

#### Examenchûnin
Dans le cadre de l'examen chûnin, le destin place Rock Lee sur le chemin du plus dangereux et le plus redouté des candidats : Gaara du village de Suna. Comme Naruto, ce ninja est possédé par un démon : Shukaku. C'est dans ce même combat que Rock Lee va dévoiler pour la première fois sa puissance. Le combat commence par une offensive, mais toutes ses attaques sont parées par l'armure de sable de Gaara. Avec l'autorisation de son sensei, Lee retire ses poids lourds, et dévoile sa vitesse ahurissante. Lee utilise le Lotus recto, mais se rend compte que l'attaque a été portée vers un clone de sable. Lee a subi de lourds dommages, lors de l'utilisation du Lotus, et Gaara reprend l'avantage. Tout semble perdu, mais Lee en dévoile encore plus : il ouvre les cinq portes célestes et obtient une puissance incroyable, dominant complètement Gaara, et sort sa dernière carte, la face cachée du Lotus. Gaara est dans un sale état, incapable de bouger, mais il réussit à lui broyer le bras et la jambe dans le sable, le tuant presque (Gaï intervient en dissolvant la vague de sable), et à gagner le combat. Les dommages sont irréversibles, Lee devra abandonner la voie du ninja. Mais l'intervention de Tsunade lui donne une chance : une opération, qui a 50 % de chances de réussite. Si elle échoue, c'est la mort assurée.
Cette nouvelle brise Lee. Démotivé, il se laisse aller, renonce même à aller à ses cours de rééducation. N'ayant plus goût à rien, il commence à sombrer dans la dépression quand Gaï Maito va, encore une fois, lui donner la force de continuer. Son maître lui demande en effet de faire l'opération, et lui annonce que si celle-ci rate, alors il mourra avec lui. La détermination de Gaï va pousser Lee à accepter l'opération, qui réussira.

#### Le retour de Rock Lee
La convalescence est longue et difficile. S'aidant d'une béquille pour marcher, prenant des médicaments régulièrement, Lee continue néanmoins de s'entraîner, et part même défier Kimimaro, le plus puissant ninja d'Orochimaru avec ses blessures. S'il lui pose des problèmes, Kimimaro prend rapidement le dessus, et s'apprête même à le tuer. À cause d'un manque de concentration, Lee prend la bouteille de saké de Tsunade à la place de ses médicaments. Maintenant que Lee est saoul, il réussit à tenir tête  face à Kimimaro en utilisant le style de combat de l'homme ivre, qu'il maîtrise naturellement selon Gaï. Lee essaie le lotus mais est bloqué par Kimimaro qui est sous l'influence de la marque maudite (niveau 1). C'est finalement Gaara, son ancien bourreau, qui le sauvera d'une mort certaine et se battra à sa place. Dans les épisodes hors-série, Lee a retrouvé sa rapidité et sa force.

#### Sauvetage de Gaara
Dans la seconde partie, Lee participe à la mission de sauvetage de Gaara avec son équipe, au cours duquel ils doivent faire face à un clone de Kisame Hoshigaki, et combattre leurs doubles créés par un sceau de Pain.

#### Invasion de Pain
Rock Lee fait une brève apparition avec son équipe, venue porter secours à Hinata Hyûga blessée, et assister à la destruction de leur village par Pain. Fier de l'incroyable prouesse de Naruto et de la « fougue de la jeunesse » qui brûle en lui, il assiste à la célébration du nouveau héros de Konoha.

#### Le Conseil des cinqKage
Rock Lee part en mission pour rechercher Sasuke Uchiwa avec Sakura Haruno, Kiba Inuzuka et Saï, au cours de laquelle il est drogué avec les autres par Sakura, qui a pris la décision d'aller tuer toute seule Sasuke.

#### Quatrième grande guerre ninja
Rock Lee participe à la 4e grande guerre ninja déclarée par Tobi au conseil des cinq kage. Il fait partie de la division des combattants à proche et moyenne distance dirigée par Kakashi en compagnie de son maître Gaï et de Sakura. Son équipe se retrouve confrontée à Zabuza et Haku, ainsi qu’aux six autres épéistes légendaires de Kiri, invoqués par la technique de la «Réincarnation des âmes» de Kabuto.
Plus tard, Lee rejoint, avec le reste de l’Alliance ninja, l’ultime combat face à Obito et Madara contrôlant Jûbi. Il est très affecté par la mort de Neji, dont il se considère le « seul rival », et qu’il ne pourra finalement jamais surpasser. Avec Shikamaru, Ino, Chôji, Saï, Tenten, Kiba, Shino et Hinata, il manipule un des neuf « Orbes tourbillonnants » destinés à frapper Obito, devenu l’hôte de Jûbi.
Lorsque Madara déclenche les « Arcanes lunaires Infinis », il est pris dans une illusion où il a vaincu Neji et Naruto et où Sakura est amoureuse de lui. Lorsque Naruto et Sasuke arrêtent la technique, après leur dernier combat, il apparaît aux côtés de ses camarades à l'enterrement de Neji.

#### The Lastet épilogue
Dans le film Naruto Shippuden: The Last, Rock Lee apparaît peu ; il participe à la protection de Konoha sur laquelle des astéroïdes issus de la Lune s’abattent. Il assiste ensuite au mariage de Naruto et Hinata, avec Tenten et Gaï.
Une quinzaine d’années après la fin de la guerre, il apparaît en train de s’entraîner avec son fils, Metal Lee (メタル・リー, Metaru Rī). Dans le film Boruto, il est arbitre lors de la 3e et dernière épreuve de l’examen chūnin.

### Personnalité
Lee est très comparable à Naruto sur certains points : ils ont à peu près la même perception des choses, sont très déterminés, rigoureux, optimistes, subtils et naïfs. Lee cherche souvent des occasions de se surpasser et de mesurer sa valeur, ce qui l’amène à foncer souvent tête baissée dans des situations dangereuses, prenant de gros risques.
Lee est également quelqu'un de très honnête et fiable, il a toujours l'esprit vif et très obstiné, ce qu'il lui donne l'occasion d'être toujours partant pour de nouveaux défis ; il dispose également d'un esprit très protecteur, ce qui affecte souvent Neji, car il voue un grand amour à ceux qu'il sauve.
Contrairement aux autres ninjas, qui ont une vue très grotesque sur Gaï, Lee est totalement dévoué à son maître, qui a été le seul à croire en lui.

#### Son modèle, Gaï Maito
Parce qu'il est le seul à croire en lui, parce qu'il est peut-être le plus grand expert en taijutsu, seule voie qui s'offre à Lee, Gaï Maito va devenir le modèle du jeune homme. Lee va tout faire pour lui ressembler. Ayant naturellement des sourcils disproportionnés (accentués par des yeux parfaitement ronds), comme son maître (ce qui lui vaut le surnom de « gros sourcils » par Naruto), Lee adoptera comme son maître la même coupe au bol, la même combinaison moulante verte, mais plus que tout, il va tout faire pour lui ressembler mentalement. Comme Gaï est un travailleur acharné, Rock Lee va s'entraîner de toutes ses forces bien plus dur que tous ses camarades.
Chaque jour, du matin au soir, jusqu'à ce que son corps n'en puisse plus, Lee s'entraîne de toutes ses forces pour montrer à tous qu'en travaillant dur, même un garçon sans talent peut dépasser un génie. Le génie qu'il veut dépasser, en particulier, est le surdoué qui osa se moquer de lui quand il exposa ses rêves : Neji Hyûga.
De Gaï Maito, il adoptera aussi le système de l'auto-objectif, qui consiste à se donner un objectif encore plus ambitieux en cas d'échec du premier objectif fixé. Face à tant de détermination, Gaï décide de vouer sa vie à l'entraînement de son élève, avec pour objectif ultime qu'il devienne un grand ninja. Dès lors entre eux deux vont se créer des liens sacrés, proches de celui d'un père et de son fils.

#### Un amoureux transi
Lors de la première phase de l'examen chūnin, Lee a le coup de foudre pour Sakura la première fois qu'il la rencontre, et n'aura ensuite de cesse de vouloir l'impressionner par sa volonté et ses combats, lui promettant même de la protéger jusqu'à la fin de ses jours (ce qu'il fera au péril de sa vie).
Même si elle le trouve ridicule d'apparence, voire grotesque lors de leur première rencontre, Sakura finit par éprouver une réelle affection (amicale) pour lui après son intervention lors de l'attaque des genin d'Oto, qu'il combat courageusement à un contre trois, pouvant enfin faire usage de son Lotus, qu'il avait promis à son maître de n'utiliser que pour protéger ceux qui lui sont chers.
Elle l'encourage de tout cœur lors de son combat contre Gaara, et va lui porter des fleurs et lui rendre visite plusieurs fois à l'hôpital de Konoha lors de sa période de rééducation.

### Capacités
Lee, n'a aucune prédisposition pour le ninjutsu ni même pour le genjutsu, et ses connaissances ne sont pas très grandes. Pourtant même s'il a, au départ, de gros handicaps pour devenir ninja, il saura développer au maximum ses autres capacités pour parvenir à se hisser au niveau des génies des arts ninjas.
Extrêmement doué au taijutsu, il dispose aussi d'une grande vitesse, d'une grande  endurance et une grande force physique. Toutes ses qualités acquises au fil de ses entraînements lui ont permis de devenir un ninja redoutable en combat rapproché.

#### Incapacité à pratiquer leninjutsu
Depuis qu'il est un étudiant de l'Académie Ninja, Rock Lee, comparativement aux autres aspirants, n'a jamais réussi à malaxer son chakra, malgré ses efforts et son acharnement. Ceci l'empêche notamment de maîtriser la moindre technique de ninjutsu. Selon Orochimaru, la valeur d'un ninja se mesure à la qualité de sa maîtrise du ninjutsu, vu que le terme « ninja » est le qualificatif de celui « qui pratique le ninjustsu », ce point de vue est aussi partagé par Neji Hyûga, qui déclare à Lee : « Dès lors que tu ne pratiques pas le ninjutsu, ou le genjutsu tu n'es pas un ninja. Par définition. ». Il semblerait donc que les génies aient une assez faible estime des personnes ne pouvant utiliser le ninjutsu, mais se considérant tout de même comme étant des ninjas. Lee est tout aussi incapable d'utiliser le genjutsu (technique qui repose sur l'illusion).

#### Maîtrise dutaijutsu
Rock Lee, comme Gaï Maito, pratique le gōken. Ce style de combat est pratiqué dans ses bases par à peu près tous les ninja, mais rares sont ceux qui le maîtrisent à la perfection.
Le gōken consiste à causer des dommages physiques à l'adversaire. On parle souvent de « poing dur », qui à l'inverse du « poing souple » (jūken) des Hyûga (visant à endommager les organes internes), vise à briser le corps de l'adversaire et principalement les os.

##### Les huit portes célestes
La circulation du chakra dans le corps humain est régulée par huit « portes » disposées au niveau du cerveau (les deux premières portes), du cœur (la dernière porte), et le long de la colonne vertébrale
Gaï Maito a appris à Rock Lee à « ouvrir » certaines de ces portes, libérant totalement le flux du chakra, ce qui permet de dépasser les limites de son propre corps. L'ouverture de ces portes est à double tranchant ; le corps de l'utilisateur subit un après coup de fatigue et d'usure qui le laisse exténué. De plus, si l'ouverture de ces portes n'est pas pleinement maîtrisée, il y a un grand risque pour la vie de l'utilisateur. L'ouverture de ces portes peut libérer des dizaines de fois plus de puissance qu'à la normale, tout en détruisant le corps.
Cette technique a été inventée par le père de Gaï, qui tout en restant genin, a passé vingt ans à la développer.
Rock Lee ouvre la première porte pour effectuer le « Lotus recto » ; il en ouvre quatre supplémentaires pour effectuer le « Lotus verso ». La seconde porte permet une régénération très rapide et annule la fatigue causée par l'ouverture de la première porte et l'utilisation du « Lotus Recto ». L'ouverture de la 3e permet d’entrer dans le mode du « Lotus verso » ; Lee devient rouge, et les veines de son visage sont apparentes. Il en ouvre ensuite deux autres pour une efficacité maximale ; à partir de la 4e porte, son énergie physique fait voler des morceaux du sol autour de lui ; à l'ouverture de la 5e porte, il atteint une telle vitesse qu'il est impossible de le suivre à l’œil nu ; c'est à ce moment que les muscles de ses poignets rompent. Le mouvement paraît au-delà des capacités humaines à Gaara.
La technique de l'ouverture s'appelle l'« Ouverture des huit portes célestes » (八問遁甲, Hachimon Tonkou). Si l'utilisateur ouvre la dernière porte, la porte de la « mort », il surpasse le niveau d'un Hokage durant quelques minutes, mais meurt après coup. Cet état est appelé l'« état des huit portes célestes ».
1. Porte initiale (開門, Kai Mon?)
2. Porte de la guérison (休門, Kyū Mon?)
3. Porte de la vie (生門, Sei Mon?)
4. Porte de la blessure (傷門, Shō Mon?)
5. Porte de la rétention (杜門, To Mon?)
6. Porte de la contemplation (景門, Kei Mon?)
7. Porte de l'extase (驚門, Kyō Mon?)
8. Porte de la mort (死門, Shi Mon?)

##### Le suiken, la technique de l’homme ivre
Lee est naturellement extrêmement sensible à l'alcool : une simple goutte suffit à le rendre excessivement violent ; il esquive alors les attaques de l'adversaire par réflexe (et y parvient même en dormant).

## Apparition dans les autres médias

### Spin-off

Logo du spin-off Rock Lee no seishun full-power ninden

Rock Lee est l'objet d'un spin-off intitulé Rock Lee : Les Péripéties d'un ninja en herbe (ロック・リー・の青春フルパワー忍伝, lit. La légende ninja de la toute-puissance de la jeunesse de Rock Lee) dessiné par Kenji Taira paru pour la première fois en décembre 2010. Utilisant un graphisme SD, il met en scène des récits comiques autour de Rock Lee et de son « idiotie volontariste ».

### Média
Ron Li, un personnage de la bande dessinée en ligne Raruto, est un parodie de Lee.

## Réception
Rock Lee est un personnage assez populaire au sein de la série Naruto. Il se classe dans la totalité des sondages de popularité réalisés à ce jour, faisant souvent partie du top 10 du vote des lecteurs.
- 6e dans premier sondage de popularité ;
- 5e dans deuxième sondage de popularité ;
- 8e dans le troisième sondage de popularité ;
- 7e dans le quatrième sondage de popularité ;
- 13e dans le cinquième sondage de popularité ;
- 18e dans le sixième sondage de popularité ;
- 9e dans le septième sondage de popularité.

## Techniques
Les techniques ci-dessous sont toutes tirées du manga et utilisées officiellement par Lee.
- La tornade de Konoha (木ノ葉旋風, 3 Konoha senpū?)[9]4
La tornade de Konoha. Lee effectue un puissant coup de pied sauté latéral. Il peut briser une garde.
- La grande tornade de Konoha (木ノ葉大旋風, Konoha dai senpū?)
La tornade de Konoha suivie d'un balayage pour atteindre l'adversaire s'il a évité le premier coup de pied.
- La bourrasque de Konoha (木ノ葉烈風, Konoha reppū?)[9]
Lee effectue un coup de pied au sol à 360° degrés, Toute personne étant dans la zone d'action trébuche.
- La rafale de Konoha (木ノ葉昇風, Konoha shoufū?)
Lee donne un violent coup de pied dans la main de l'ennemi pour lui faire lâcher son arme ou simplement lui briser la main.
- L'ombre de la feuille morte (影舞葉, Kage buyō?)[9]
L'ombre de la feuille morte est une technique de taijutsu secrète de Konoha. Lee donne un violent coup de pied dans le menton de l'ennemi et plane en dessous de lui. Se combine avec Omote Renge ou Ura Renge.
NB : Le Buyō est un art traditionnel de la danse et du mime au Japon.
- La fleur de lotus recto (表蓮華, Omote renge?)[10]
Cette technique nécessite l'ouverture de la première porte céleste ; elle est donc considérée comme une technique interdite. Lee effectue le Kage Buyō, s'enroule avec l'ennemi dans des bandages et se retourne pour percuter violemment le sol. Juste avant l'impact, Lee se sépare de l'opposant.
- La fleur de lotus verso (裏蓮華, Ura renge?)
Cette technique nécessite l'ouverture des deuxième et troisième portes (Lee ouvre la quatrième et la cinquième porte pour plus d'efficacité) pour l'utiliser. Lee effectue le Kage buyō, puis, il envoie une série de puissants coups de poing à son adversaire. Puis il donne un violent coup de poing au ventre de l'adversaire, l'attache ensuite avec un bandeau, ce qui ramène l'adversaire vers lui, pour finir par porter un coup de paume et un coup de pied au torse. Cette technique affaiblit beaucoup Lee, il est tellement rapide durant la technique qu'il est invisible. Dans la plupart des cas, l'ennemi meurt sauf pendant la rencontre contre Gaara du désert. Cette technique détruit le corps de l'utilisateur si elle n'est pas maîtrisée à la perfection.
- La technique de l’homme ivre (醉拳, pinyin : Zuì Quán ; roma-ji : Suiken?)
Rock Lee est un utilisateur naturel du Zui Quan. Lorsqu'il boit (bien involontairement) ne serait-ce qu'une petite quantité de Sake, son taijutsu devient tellement puissant et imprévisible que même Gaï est incapable de l'arrêter seul. Il parvient à prendre un court moment (le temps de son ivresse) l'avantage sur Kimimaro après avoir confondu son médicament avec une bouteille de Sake.
- Ouverture des huit portes célestes (八問遁甲, Hachimon Tonkou?)
Lors des préliminaires de la 3e épreuve de l’examen chūnin, Rock Lee est capable d'ouvrir jusqu'à cinq portes afin d'utiliser la « Fleur de lotus Verso ». Lors de la 4e grande guerre ninja, il peut ouvrir jusqu’à la sixième porte[11].

### Anime
- Le crash de Konoha (木ノ葉落とし, Konoha otoshi?)
Lee saute par les airs et revient donner un très violent coup de pied à l'adversaire dans le but de lui faire baisser sa garde.
- La fleur de lotus recto solitaire (一人表蓮華, Hitori omote renge?)
Lee s’enroule seul dans ses bandages et percute son adversaire avec la rotation.

### Jeux vidéo
- La spirale de Konoha (木ノ葉旋光, Konoha senko?)
Rock Lee se sert de son déplacement instantané pour effectuer en premier lieu, une bourrasque qui envoie l'adversaire en l'air et enchainer par la suite des coups dans le dos de ce dernier pour lui donner finalement un coup de pied sur son torse qui l'envoie percuter le sol.
- Sirocco de Konoha (木ノ葉熱風, Konoha neppū?)
Tiré du jeu Naruto Shippuden: Ultimate Ninja Storm 3, Rock Lee ouvre les Cinq Portes ensuite projette l'adversaire en l'air d'un coup de pied violent puis effectue un enchainement de coups de pied en l'air jusqu'à ce qu'il termine par une frappe dans son dos.
- Brasier: Tigre, paon et lotus (激熱・猛虎蓮雀の攻, Gekiatsu: Mōko renjaku no kō?)
Attaque surpuissante combinée avec Gaï Maito. Elle nécessite l'Ouverture des huit portes célestes.
- Tourbillon blindé à grande vitesse (八卦加速武装回天, Hakkeshō kasoku busō kaiten?)[12]
Assemblage de la technique du Tourbillon divin du Hakke de Neji avec la fleur de Lotus Recto pour recouvrir la tornade des armes de Tenten.

### Autres
- Le Poulet Matinal (朝ニワトリ, Asa Niwatori?)
Technique de gag réalisée dans Rock Lee : Les Péripéties d'un ninja en herbe. Lee invente cette technique similaire à celle du Paon Matinal de Gaï Maito.

### Artbooks
(en) Masashi Kishimoto, The Art of Naruto: Uzumaki, VIZ Media, coll. « Art of Shonen Jump / Naruto », 25 octobre 2007, 145 p., Artbook (relié) / 215x305mm (ISBN 978-1-4215-1407-9, présentation en ligne)

### Tomes de Naruto
- Masashi Kishimoto (trad. Sylvain Chollet), Naruto tome 4 : Le pont des héros ?, Kana, coll. « Shonen Kana / Naruto », 19 octobre 2002, 192 p., Tankōbon / 115x175mm (ISBN 2-87129-441-0 et 978-2-87129-441-2, présentation en ligne)
- Masashi Kishimoto (trad. Sylvain Chollet), Naruto tome 5 : Les rivaux !, Kana, coll. « Shonen Kana / Naruto », 25 janvier 2003, 192 p., Tankōbon / 115x175mm (ISBN 2-87129-491-7 et 978-2-87129-491-7, présentation en ligne)
- Masashi Kishimoto (trad. Sylvain Chollet), Naruto tome 6 : La détermination de Sakura !!, Kana, coll. « Shonen Kana / Naruto », 1er mars 2003, 192 p., Tankōbon / 115x175mm (ISBN 2-87129-511-5 et 978-2-87129-511-2, présentation en ligne)
- Masashi Kishimoto (trad. Sylvain Chollet), Naruto tome 10 : Un ninja formidable… !!, Kana, coll. « Shonen Kana / Naruto », 20 mars 2004, 192 p., Tankōbon / 115x175mm (ISBN 2-87129-614-6 et 978-2-87129-614-0, présentation en ligne)
- Masashi Kishimoto (trad. Sébastien Bigini), Naruto tome 19 : Le successeur, Kana, coll. « Shonen Kana / Naruto », 2 septembre 2005, 192 p., Tankōbon / 115x175mm (ISBN 2-87129-816-5 et 978-2-87129-816-8, présentation en ligne)
- Masashi Kishimoto (trad. Sébastien Bigini), Naruto tome 20 : Naruto versus Sasuke !!, Kana, coll. « Shonen Kana / Naruto », 4 novembre 2005, 192 p., Tankōbon / 115x175mm (ISBN 2-87129-834-3 et 978-2-87129-834-2, présentation en ligne)
- (ja) Masashi Kishimoto, NARUTO - 69 (NARUTO―ナルト―　　69?) : Akaki haru no hajimari (紅き春の始まり?), Shūeisha, coll. « Jump Comics (ジャンプコミックス, Janpu Comikkusu?) / Naruto », 208 p., shinsho (新書, shinsho?) / Tankōbon / 175x115mm (ISBN 978-4-08-880054-7, présentation en ligne)
- (ja) Masashi Kishimoto, NARUTO - 70 (NARUTO―ナルト―　　70?) : Naruto to Rikudō Sennin…!! (ナルトと六道仙人・・・！！?), Shūeisha, coll. « Jump Comics (ジャンプコミックス, Janpu Comikkusu?) / Naruto »,‎ 4 août 2014, 208 p., shinsho (新書, shinsho?) / Tankōbon / 175x115mm (ISBN 978-4-08-880151-3, présentation en ligne)